# Grafino

Il grafino è un allotropo del carbonio, che può essere pensato come derivato dal grafene; è costituito da un reticolo bidimensionale di atomi di carbonio, disposti in celle a forma di esagono regolare (nel grafene sono presenti solo queste) collegate tra loro da uno o più ponti acetilenici, con presenza quindi di legami doppi e tripli.
Viene descritto la prima volta nel marzo del 2012 in Physical Review Letters dai ricercatori del Lehrstuhl für Theoretische Chemie and Interdisciplinary Center of Molecular Materials dell'Università di Erlangen-Nürnberg in Germania.